# L’Âme Immortelle
L’Âme Immortelle (fr. Nieśmiertelna Dusza) – austriacki zespół muzyczny, istniejący od 1996 roku i tworzący muzykę elektroniczną oraz w obrębie nurtu Neue Deutsche Härte.
Wiele piosenek L’Âme Immortelle to połączenie dramatyzującego wokalu Sonji Kraushofer, surowości głosu Thomasa Rainera z mocnym gitarowym brzmieniem - całość uświetniona poetyckimi tekstami w języku angielskim i niemieckim.

## Dyskografia

### Albumy
- 1997: Lieder die wie Wunden bluten
- 1998: In einer Zukunft aus Tränen und Stahl
- 1999: Tour CD
- 1999: Wenn der letzte Schatten fällt (Version 2 mit Bonus-CD Echoes)
- 2001: Dann habe ich umsonst gelebt
- 2002: Zwielicht (Remix-CD von "Dann habe ich umsonst gelebt", inkl. Video-CD)
- 2003: Als die Liebe starb
- 2003: Disharmony – Live! (DVD & CD)
- 2003: Seelensturm (wersja 1: książka & CD, wersja 2: CD)
- 2004: Gezeiten
- 2006: Auf deinen Schwingen
- 2007: 10 Jahre (Best Of)
- 2008: Namenlos (Podwójne CD)
- 2008: Best of Indie Years (Best Of)

### Single
- 2000: Epitaph
- 2001: Judgement
- 2002: Tiefster Winter
- 2004: 5 Jahre
- 2004: Stumme Schreie
- 2005: Fallen Angel
- 2006: Dein Herz
- 2006: Phönix (tylko jako DJ-Promo)
- 2006: Nur Du

### Inne
- 2003: DJ Revelation 01 compiled by L’Âme Immortelle
- 2004: Brennende Liebe (mit Oomph!)